# دي (لغة برمجة)
دي (بالإنجليزية: D) هي لغة برمجة كائنية التوجه، وأمرية، وتدعم نماذج برمجية متعددة صممها والتر برايت في ديجيتال مارس. وقد أنشئت هذه اللغة باعتبارها إعادة هندسية للغة سي++، لكنها مع كونها متأثرة على نطاق كبير بهذه اللغة فإنها ليست فرع لـسي++. وقد أعادت دي تصميم بعض ميزات سي++ وكانت متأثرة بالمفاهيم المستخدمة في لغات البرمجة الأخرى، مثل جافا، وبايثون، وروبي، وسي شارب، وإيفيل.

## المميزات
لقد صممت لغة دي بدروس مستفادة من الاستخدام العملي للغة  C++ أكثر من الاعتماد في ذلك على التصور النظري. وبالرغم من واقع أنها تستخدم العديد من مفاهيم لغتي C / سي++، فإنها أيضا لا تستخدم البعض الآخر وكذلك فإنها غير متوافقة مع الشيفرة الأصلية لـ C/C++. كما أنها تضيف إلى وظيفية  C++ من خلال تطبيق التصميم التعاقدي، واختبار الوحدة، والوحدات الحقيقية، وجمع القمامة، والمصفوفات من الدرجة الأولى، والمصفوفات الترابطية، والمصفوفات الديناميكية، والمصفوفة الشرائحية، والدوال المتداخلة، والفئات الداخلية، والإغلاقات، والدوال المجهولة، وتنفيذ الوظيفة في وقت التصريف، والتقييم الكسول، كما أنها أعادت هندسة بنية القالب. وتحتفظ لغة دي بقدرة  C++ على القيام باتشفير متدني لامستوى وتضيف له بدعم من أجل inline assembler. ويحل محل الوراثة المتعددة لـ C++ أسلوب جافا ذو الوراثة الواحدة المزود بواجهات ومتخلطات. إن إعلان وبيان وتعبير دي عن البنية مرتبط بقوة بنظيرتها في  C++.
ويحدد inline assembler نوع الاختلافات بين دي ولغات التطبيق مثل جافا وسي شارب. ويمكن inline assembler المبرمجين من إدخال شفرة تجميع الآلة المحددة وفق معيار شفرة لغة دي- وهو التكنيك الذي يستخدم عادة من قبل مبرمجي النظام للوصول إلى الميزات منخفضة المستوى للمعالج والمطلوبة لتشغيل البرامج التي تتداخل مباشرة مع العتاد hardware المحدد مثل نظم التشغيل ومشغلات الجهاز.
يوجد في لغة دي دعم للتوثيق، بما يسمح بتوليد الآلي للتوثيق.

### نماذج البرمجة
البرمجة
تدعم لغة دي خمسة نماذج برمجة رئيسية وهي الأمرية والكائنية والبرمجة العلياوالوظيفية والتزامن.

#### الأمرية
إن البرمجة الأمرية في لغة دي هي الأكثر ارتباطا بلغة سي C. وتعمل الدوال والبيانات والإعلانات والتعبيرات بطريقة مشابهة تماما للغة سي، ويمكن الوصول لمكتبة وقت تشغيل سي مباشرة. وهناك بعض الاختلافات الملحوظة بين دي وسي في مجال البرمجة الأمرية بما فيها حلقة foreach، والذي يسمح بالالتفاف حول المجموعات، والدوال المتداخلة، وهي الدوال التي تعلن داخل دوال أخرى ويمكنها الوصول إلى الدالة المتضمنة للمتغيرات المحلية.

#### القائمة على الكائن
إن البرمجة القائمة على الكائن في دي تقوم على تراتبية موروثة واحدة، مع جميع الفئات المشتقة من فئة الكائن Object. ولا تدعم لغة دي الموروث المتعدد؛ وبدلا من ذلك فإنها تستخدم واجهات بأسلوب الجافا، والتي يمكن مقارنتها بالفئات المجردة الصرفة للغة C++، والفئات mixins، والتي تسمح بفصل الوظيفية المشتركة عن التراتبية الموروثة. إضافة إلى ذلك فإن دي 2.0 تسمح بإعلان الطرق الثابتة والنهائية (غير الظاهرية) في الواجهات.

#### البرمجة الأعلى
تدعم البرمجة الأعلى مجموعة من القوالب، وتنفيذ وظيفة تصريف الوقت، التتابعات tuples، وسلسلة الفئات. وتظهر النماذج التالية بعضا من مميزات تصريف الوقت في لغة دي.
ويمكن أن تكون القوالب في لغة دي مكتوبة في أسلوب أكثر شبها بالوظيفة مقارنة بما هو عليه الحال في سي++. وهذه وظيفة منتظمة تحسب مضروب رقم ما:
```
ulong
 
factorial
(
ulong
 
n
)

{

    
if
(
n
 
<
2
)

        
return
 
1
;

    
else

        
return
 
n
 
*
 
factorial
(
n
 
-
 
1
);

}

```

وهنا فإن استخدام إذا الثابتة، وهي البنية الشرطية لتصريف الوقت في لغة دي، يظهر لبناء قالب يقوم بنفس الحساب باستخدام الشفرة التي تشبه الوظيفة المذكورة عاليه:
```
template
 
Factorial
(
ulong
 
n
)

{

    
static
 
if
(
n
 
<
2
)

        
const
 
Factorial
 
=
 
1
;

    
else

        
const
 
Factorial
 
=
 
n
 
*
 
Factorial
!(
n
 
-
 
1
);

}

```

وفي المثالين التاليين، فإن كلا من القالب والوظيفة المحددان عاليه يستخدمان لحساب المضاعفات. إن أنواع الثوابت ليست بحاجة إلى وضوح محدد كما هو حال المصرف في استنباط أنواعها من الجوانب اليمنى للواجبات:
```
const
 
fact_7
 
=
 
Factorial
!(
7
);

```

وفيما يلي مثال على تنفيذ وظيف تصريف الوقت. يمكن استخدام الوظائف المعتادة في التعبيرات الثابتة والمصرفة زمنيا بشرط أن تلبي معايير معينة:
```
const
 
fact_9
 
=
 
factorial
(
9
);

```

ويؤدي قالب std.metastrings.Formatمهمة تنسيق البيانات الذي يشبه طباعة إف printf، ويستعرض "msg" pragma النتيجة عند وقت التصرف:
```
import
 
std
.
metastrings
;

pragma
(
msg
,
 
Format
!(
"7! = %s"
,
 
fact_7
));

pragma
(
msg
,
 
Format
!(
"9! = %s"
,
 
fact_9
));

```

إن سلسلة الفئات Mixins، بالترافق مع تنفيذ وظيفة تصريف الوقت، تسمح بتوليد شفرة دي باستخدام عمليات مسلسلة عند وقت التصرف. ويمكن أن يستخدم ذلك لتحليل اللغات محددة النطاق لشفرة دي، والتي سيتم التصرف فيها كجزء من البرنامج
```
import
 
std
.
algorithm
,
 
std
.
range
,
 
std
.
stdio
;

int
 
main
()

{

    
int
[]
 
a1
 
=
 
[
0
,
1
,
2
,
3
,
4
,
5
,
6
,
7
,
8
,
9
];

    
int
[]
 
a2
 
=
 
[
6
,
7
,
8
,
9
];

    
immutable
 
pivot
 
=
 
5
;
 
// must be immutable to allow access from inside mysum

    
int
 
mysum
(
int
 
a
,
 
int
 
b
)
 
pure
 
// pure function

    
{

        
if
 
(
b
 
<=
 
pivot
)
 
// ref to enclosing-scope

            
return
 
a
 
+
 
b
;

        
else

            
return
 
a
;

    
}

    
auto
 
result
 
=
 
reduce
!(
mysum
)(
 
chain
(
a1
,
 
a2
)
 
);
 
// passing a delegate (closure)

    
writeln
(
"Result: "
,
 
result
);
 
// output is "15"

    
return
 
0
;

}

```

#### الوظيفية
D 2.0 only.
```
import
 
std
.
algorithm
,
 
std
.
range
,
 
std
.
stdio
;

int
 
main
()

{

    
int
[]
 
a1
 
=
 
[
0
,
1
,
2
,
3
,
4
,
5
,
6
,
7
,
8
,
9
];

    
int
[]
 
a2
 
=
 
[
6
,
7
,
8
,
9
];

    
immutable
 
pivot
 
=
 
5
;
 
// must be immutable to allow access from inside mysum

    
int
 
mysum
(
int
 
a
,
 
int
 
b
)
 
pure
 
// pure function

    
{

        
if
 
(
b
 
<=
 
pivot
)
 
// ref to enclosing-scope

            
return
 
a
 
+
 
b
;

        
else

            
return
 
a
;

    
}

    
auto
 
result
 
=
 
reduce
!(
mysum
)(
 
chain
(
a1
,
 
a2
)
 
);
 
// passing a delegate (closure)

    
writeln
(
"Result: "
,
 
result
);
 
// output is "15"

    
return
 
0
;

}

```

#### التزامن
D 2.0 only.
```
import
 
std
.
concurrency
,
 
std
.
stdio
,
 
std
.
typecons
;

int
 
main
()

{

    
auto
 
tid
 
=
 
spawn
(&
foo
);
 
// create an actor object

    
foreach
(
i
;
 
0
 
..
 
10
)

        
tid
.
send
(
i
);
    
// send some integers

    
tid
.
send
(
1.0f
);
     
// send a float

    
tid
.
send
(
"hello"
);
  
// send a string

    
tid
.
send
(
thisTid
);
  
// send an object (Tid)

    
receive
(
 
(
int
 
x
)
 
{
  
writeln
(
"Main thread receives message: "
,
 
x
);
  
});

    
return
 
0
;

}

void
 
foo
()

{

    
bool
 
cont
 
=
 
true
;

    
while
 
(
cont
)

    
{

        
receive
(
  
// pattern matching

            
(
int
 
msg
)
 	
{
 
writeln
(
"int receive: "
,
 
msg
);
 
},
  
// int type

            
(
Tid
 
sender
){
 
cont
 
=
 
false
;
 
sender
.
send
(-
1
);
 
},
  
// object type

            
(
Variant
 
v
)
	
{
 
writeln
(
"huh?"
);
 
}
  
// any type

        
);

    
}

}

```

### إدارة الذاكرة
تدار الذاكرة في الغالب باستخدام المجموعة المهملة، لكن الكائنات المحددة يمكن اتمامها على الفور عندما تخرج عن النطاق. ويمكن تقديم إدارة مميزة للذاكرة باستخدام مشغلات الحمولة الزائدة الجديدة والملغاة، ومن خلال استدعاء تخصيص تناول البث المتعددة Multicast Address Allocation والحر ل C مباشرة.
ويمكن التحكم في المجموعة المهملة: ويمكن للمبرمجين أن تضيف وتستبعد نطاقات ذاكرة من كونها ملاحظة من قبل الجامع، ويمكن أن تعطل وتمكن الجامع وتجبر حدوث دورة مجموعة توليدية أو كاملة. ويقدم الدليل أمثلة كثيرة على كيفية تطبيق نظم ذاكرة مختلفة للغاية عندما تكون المجموعة المهملة غير كافية في البرنامج.

### التفاعل مع النظم الأخرى
إن واجهة التطبيق الثنائية لسي (ABI) مدعومة أيضا كجميع الأنواع الأساسية والمشتقة، وتمكن من الوصول المباشر إلى شيفرة ومكتبات سي الموجودة. إن مكتبة سي القياسية هي جزء من المعيار دي.
إن واجهة التطبيق الثنائية لـ C++ ليست مدعومة بالكامل، بالرغم من أنه يمكن لدي أن تستخدم شيفرة C++ المكتوبة لواجهة التطبيق الثنائية لسي. ويفهم محلل دي (C++) خارجي يستدعي اتفاقا من أجل صلة محدودة بكائنات C++، لكنه لا يطبق إلا في D 2.0.

## الإصدارات
توجد لغة برمجة دي في إصدارين: 1.0 و 2.0. وقد أصبحت دي 1.0مستقرة بإصدار D2.0 في 17 يونيو 2007، ومنذ ذلك الوقت قدمت إضافات مزيدة للغة منذ تلك لاتي أضيفت للنسخة 2.0. إن إصدار كتاب أندريه ألكسندريسكو الذي يحمل عنوان لغة برمجة دي في 12 يونيو 2010 شكل بداية لاستقرار D2.0.

### دي 1.0
صدر الإصدار 1.00من دي ديجيتال مارس في 2 يناير 2007. ومنذ صدور دي 2.0 لم يحظ دي 1.0 وتطبيقه الخاص بديجيتال مارس إلا بإضافات هامشية ومميزات غير كبيرة لم تؤثر على التوافقية تأثيرا رجعيا.

### دي 2.0
أدخل دي 2.0 مجموعة كبيرة من الخصائص الجديدة، بعضها افترق عن التوافق مع شفرة دي 1.0. وبعض هذه الخصائص ما يلي:
- دعم فرض تصويب ثابت:
  - تفرق دي بين الإحالات القابلة للتغيير والبيانات غير القابلة للتغيير، والإحالات الثابتة للبيانات القابلة للتغيير والمرافقات لما هو مذكور سلفا.
  - أن الكلمات الدالة الثابتة وغير القابلة للتغيير تكون متعدية.
- دعم محدود للوصل بالشفرة المكتوبة في C++.
- تكرار فوريتش (لكل من) foreach على المدى المحدد فحسب.
- دعم الإغلاقات «الحقيقية». ولا يمكن للإغلاقات السابقة أن تعاد بامان من الوظائف، لأن المتغيرات المخصصة المرصوصة ستصبح غير قابلة للوصول إليها.
- دعم الوظائف الصرفة التي لا يمكنها سوى استخدام البيانات غير القابلة للتغيير واستدعاء الوظائف الصرفة الأخرى. ويضمن ذلك أن الوظيفة الصرفة ليس لها آثار سلبية (تكون نفس المدخلات المرصوصة دائمة مسفرة عن نفس المخرجات، ولا توجد المخرجات إلى من خلال قيم العائد). ومع دعم الإغلاق الحقيقي فإن ذلك يسمح بوجود البرمجة الوظيفية في دي ويفتح أيضا الطرق النظرية أمام التشعب الآلي الآمن.
- وظائف عدم التخلص.
- مجموعة فرعية «آمنة» (D آمنة SafeD)، والتي لا يمكنها الولوج مباشرة إلى ذاكرة لا تخص العملية (ولا يمكن توفر سوى مجموعة محددة من القوالب والمؤشر الحسابي في مثل هذه الشفرة).
- عمليات متجهة، مثل a[] = b[] + c[] (الخلاصة العنصرية الذكية element-wise summation لمجموعتين متحركتين/ثابتتين، أو a[] = 3 (مضروب في 3 من كل مجموعة عناصر).
- بادئات تخزين شاملة كى سيكية لتشعب المخزون المحلي.
- التغيرات في مكتبة فوبوس Phobos بما فيها إضافات البرمجة الأعلى والبرمجة الوظيفية.
- حرفيات وظيفة قالب.

## التطبيق
إن معظم التطبيقات الحالية لD تصرف مباشرة في الشفرة الآلية من أجل التنفيذ الكفء.
- مصرف دي ديجيتال مارس DMD مصرف دي ديجيتال مارس هو المصرف الرسمي من قبل ولتر برايت. إن المصرف ذو النهاية الأمامية مرخص له من قبل كل من ذي أرتيستيك ليسنس the Artistic License و GNU GPL؛ ومن هنا يتم توزيع الشفرة الأصلية للنهاية الأمامية بامتداد ثنائيات المصرف. وتكون الشفرة الأصلية للنهاية الخلفية للمصرف متاحة لكن ليس وفق رخصة أصلية مفتوحة. وتطبق إصداري 1.0 و2.0.
- جي دي سي GDC وهو النهاية الأمامية للنهاية الخلفية لجي سي سي GCC، وهو مبني بحيث يستخدم الشفرة الأصلية المفتوحة لمصرف دي ديجيتال مارس. كما تدعم اللقطات المطورة إصدار دي رقم 2.0.[8]
- التشفير الرقمي المحلي Local Digital Coding (LDC) وهو مصرف يقوم على النهاية الأمامية لمصرف دي ديجيتال مارس الذي يستخدم LLVM باعتبارها المصرف ذو النهاية الخلفية لها. وقد نشرت أول نسخة ذات جودة في 9 يناير 2009.[9] وهي تصرف الإصدار 1.0 فحسب.[10]
- مصرف لغة دي لدوت نت وهو النهاية الخلفية لمصرف لغة برمجة دي 2.0.[11][12] وهو يصرف الشفرة للشفرة الثمانية ل CIL بدلا من الشفرة الآلية. ومن ثم فيمكن لـ CIL أن يجري تشغيله من خلال الآلة الظاهرية لـ CLR.

## أدوات التطوير
إن قائمة المحررين والقائمين على إلكترونيات القرص المتكاملة Integrated eDriv sElectronic (IDEs) الداعمون لدي تشمل من بين ما تشمل إكليبس Eclipse، ومايكروسوفت فيجوال ستوديو Microsoft Visual Studio، وسليك إديت SlickEdit، وإيماكس emacs، وفيم vim، وسايتي SciTE، وسملترون Smultron، وتكست ميت TextMate، وزيوس Zeus ,، وجيني Geany.
- وهناك قابسين من إصدار إكليبس مخصصين للغة دي، وهما ديسنت Descent (مشروع ميت) و DDT,.[15][16]
- تكامل فيجوال ستوديو مقدم من قبل فيجوال دي VisualD.[17]
- تدعم فيم vim كل من التركيز على الصياغة وإكمال الشفرة (من خلال بطاقات سي Ctags المدفوعة).
- هناك حزمة متاحة لإلكترونيات القرص المتكاملة لكل من تكست ميت وكود بلوكس Code::Blocks وتشمل الدعم الجزئي للغة. بأي حال فإن الميزات القياسية لإلكترونيات القرص المتكاملة مثل إكمال الشفرة أو إعادة التخصيم ليست متاحة بعد، بالرغم من أنها تعمل جزئيا في Code::Blocks (نظرا لتشابه لغة دي مع لغة سي).
- وهناك قابس متاح لاكس كود XCode، وهو D for Xcode يمكن المشروعات القائمة على دي وتطويرها.[18]

إضافة إلى ذلك هناك إلكترونيات القرص المتكاملة لدي مفتوحة المصدر (بعضها مكتوب في لغة دي نفسها)، مثل بوسيدون، Poseidon، وD-IDE, وإنتيس ديزينر Entice Designer. وهناك أيضا ألكترونيات القرص المتكاملة التجارية المتوفرة مثل بيئة تنمية بيتبروكس BITPROX Development Environment.
ويمكن تنقيح تطبيقات دي باستخدام أي منقح لـ C / سي++ ، مثل GDB، أو WinDbg، بالرغم من أن دعم الميزات اللغوية المتعددة المحددة للغة دي محدودة للغاية. وفي ويندوز فإن برامج دي يمكن تنقيحها باستخدام Ddbg أو أدوات التنقيح لمايكروسوفت (WinDBG و Visual Studio)، وبعد تحويلها تستخدم المعلومات المنقحة cv2pdb. إن المنقح التجاري زيروبجس ZeroBUGS للينوكس كان له دعم تجريبي للغة دي. ويمكن أن يستخدم Ddbg مع إلكترونيات قرص متكاملة متنوعة أو من سطر الأوامر؛ ولدى زيروبجس واجهة المستخدم الرسومية الخاصة Graphical User Interface بها.

## مشكلات وقضايا جدلية

### تقسيم المكتبة القياسية
يطلق على المكتبة القياسية في دي لفظ فوبوس. وكان بعض أفراد جماعة لغة دي يعتقدون أن فوبوس مبسطة أكثر من اللازم وأن بها الكثير من المراوغات والقضايا الأخرى، وأنها إحلال لمكتبة مكتوبة سابقا اسمها تانجو. بأي حال، في الفرع دي 1.0، فإن كل من تانجو وفوبوس غير متوافقين بسبب اختلاف دعم وقت التشغيل لواجهات التطبيق الثنائية (جامع المهملات، ودعم التشعب، الخ). إن وجود مكتبتين، وكلاهما يستخدمان على نطاق واسع، أدى إلى مشكلات كبيرة حيث أن بعض الحزم تستخدم فوبوس والبعض الآخر يستخدم تانجو.
وسيتم تناول هذه المشكلة في فرع دي 2.0من خلال عمل وقت تشغيل مفرد يسمى وقت تشغيل دي druntime، وربط كل من فوبوس وتانجو بوقت تشغيل دي. وفي أكتوبر 2008، فوبوس كان موصلا بوقت تشغيل دي في أحدث إصدار من مصرف ديجيتال مارس. اما تانجو فإنه في طور التوصيل بدي 2.0، ومن المتوقع أن يشغل عاجلا في قمة وقت تشغيل دي. وفي المستقبل المنظور فإن دي سوف تكون لديها مكتبتي تشغيل متنافستين، لكن في فرع دي 2.0 فإنهما ستكونان متوافقتين وقابلتين للاستخدام جنبا إلى جنب في نفس قاعدة الشفرة.

### الدعم غير المحدود للمكتبات المشاركة/ الحركية
إن مكتبات Unix’s ELF المتشاركة مدعوة لاستخدام مصرف جي دي سي.
وبالنسبة لنظم ويندوز فإن مكتبات الوصل الديناميكية Dynamic Link Libraries تكون مدعومة وتسمح للكائنات المخصصة من قبل جامعة المهملات في لغة دي بأن يمر بأمان إلى وظائف سي، لأن جامع المهملات يمسح الركام للمؤشرات. بأي حال فإنه لا تزال هناك قيود متعلقة بمكتبات الوصل الميكانيكية في لغة دي بما فيها حقيقة أن معلومات نوع وقت التشغيل للفئات المعرفة في مكتبات الوصل الديناميكية غير متوافقة مع تلك المحددة في القابلة للتنفيذ، وهكذا فإن أي كائن يكون من داخل مكتبات الوصل الديناميكية يجب أن يكتمل قبل تفريغ مكتبات الوصل الديناميكية.

### تناول السلسلة
تمتعت اللغة ثلاثة أنواع حروف مميزة وهي (حرف char، حرف و wchar، وحرف د dchar) وثلاثة كنيات مسلسلة (وهي السلسلة، سلسلة و، وسلسلة د، التي هي ببساطة مجموعات ديناميكية من السابقة) والتي تقدم وحدات شفرات وسلاسل UTF-8, UTF-16 ,UTF-32 على التوالي. ولأسباب متعلقة بالأداء، فإن تشريح السلسلة والخاصية الطويلة يعملان على وحدات التشفير أكثر من نقاط التشفير (الأحرف)، والتي تجعل المطورين مضطربين باستمرار. ولأن كل من UTF-8 و UTF-16 عبارة عن فك شفرات حرفية متباينة الطول، فإن الوصول باستخدام مؤشر نقطة التشفير في وقت ثابت ليس ممكنا بدون الحفاظ على جداول بحث إضافية. إن الشفرة التي تحتاج إلى وصول عشوائي سريع لنقاط التشفير سوف تحول السلاسل إلى UTF-32 أولا، أو استخدام جداول البحث. بأي حال فإن ذلك أيضا أمرا صحيحا بالنسبة للغات البرمجة الأخرى الداعمة لفك الشفرات Unicode مثل جافا وسي شارب اللتان تستخدمان UTF-16، وهكذا فغنهما قد تحتاجا إلى أزواج بديلة لتمثيل بعض نقاط التشفير.

## أمثلة

### المثال 1
إن هذا البرنامج المثالي يطبع سطر أمر معطياته. وتكون وظيفته الأساسية هي نقطة إدخال برنامج دي، وأرجات args هي مجموعة من السلاسل التي تمثل معطيات سطر الأمر. والسلسلة في دي هي مجموعة من الأحرف، والممثلة من خلال الحرف [] في دي 1.0 أو (حرف) [] غير قابل للتغيير في أبجدية دي 2.0. بأي حال فإن الإصدارات الأحدث للغة تعرف السلسلة باعتبارها كنية عن الحرف[] أو (حرف) [] غير قابل للتغيير، ومن الضروري هنا وجود تعريف كنية واضحة للتوافق مع الإصدارات الأقدم
```
import
 
std
.
stdio
:
 
writefln
;

void
 
main
(
string
[]
 
args
)

{

    
foreach
 
(
i
,
 
arg
;
 
args
)

        
writefln
(
"args[%d] = '%s'"
,
 
i
,
 
arg
);

}

```

يمكن لبيان الفوريتش أن يحدد أي مجموعة، وفي هذه الحالة فإنه ينتج مؤشرات مرتبة (i) وقيم (arg) من مجموعة أرجات args. إن المؤشر i والقيمة arg لهما أنواعهما المستنبطة من نوع المجموعة أرجات.
وباستخدام مكتبة تانجو فإن الشفرة السابقة ستكون كما يلي:
```
import
 
tango
.
io
.
Stdout
;

void
 
main
(
char
[][]
 
args
)

{

    
foreach
 
(
i
,
 
arg
;
 
args
)

        
Stdout
(
"args["
)(
i
)(
"] = '"
)(
arg
)(
"'"
).
newline
();

}

```

### المثال 2
يظهر ما يلي القدرات العديدة لدي في برنامج قصير للغاية. ويحدد سطور ملف النصوص المسماة words.txt والتي تحتوي على كلمة مختلفة في كل سطر، ويطبع جميع الكلمات التي تشكل الجناس التصحيحي لجميع الكلمات الأخرى.
```
import
 
std
.
stdio
:
 
writefln
;

import
 
std
.
stream
:
 
BufferedFile
;

import
 
std
.
string
:
 
tolower
,
 
join
;

void
 
main
()

{

    
string
[][
string
]
 
signature2words
;

    
foreach
 
(
string
 
line
;
 
new
 
BufferedFile
(
"words.txt"
))

        
signature2words
[
line
.
tolower
.
sort
]
 
~=
 
line
.
dup
;

    
foreach
 
(
words
;
 
signature2words
)

        
if
 
(
words
.
length
>
 
1
)

            
writefln
(
words
.
join
(
" "
));

}

```

1. نوع التوقيع على الكلمات عبارة عن مجموعة مترابطة داخليا تخطط سلسلة المفاتيح لمجموعات السلاسل. وهو شبيه (بالقائمة) المبدئية في بايثون Python.
2. يقوم ملف المخزنة بوضع السطور ببطء، دون سطورها الجديدة، لأن أداء السطر الذي تضعه يكون مجرد منظر على سلسلة، لذلك يجب نسخه مكررا ليكون له نسخة مسلسلة فعلية والتي يمكن استخدامها لاحقا (إن ازدواج خاصية المجموعات يحقق ازدواجا في المجموعات نفسها).
3. يلحق مشغل ~= سلسلة جديدة للقيم التي تربط المجموعة.
4. إن كل من تولوير tolower والمشترك وظيفتين متسلسلتين تسمح دي باستخدامهما بمنهج بنيوي، وأسماءهم تشبه عادة طرق تسلسل بايثون. ويحول تولوير tolower سلسلة ASCII إلى حالة أدنى وتقوم المشترك join (" ") بجمع مجموعة من السلاسل في سلسلة واحدة باستخدام مسافة واحدة كفاصل.
5. تفرز خاصية الفرز المجموعة القائمة، وتكون توقيعا فريدا للكلمات التي تشكل الجناس التصحيحي لبعضها البعض.
6. وتحدد الفوريتش foreach الثانية (لغة لكل من) قيم المجموعة المترابطة، وهي قادرة على استنتاج نوع الكلمات.

## مولد وثائق

### دي دوك
دي دوك هو جزء من مولدات الوثائق للغة البرمجة دي وقد قام بتصميمه برايت والتر. فإن تركيزه ينصب على أن يكون قادر على كتابة وثائق في تعليقات الرموز البرمجية في أسلوب الطبيعية، والتقليل من الحاجة إلى توصيف العلامات وبالتالي تحسين وضوح رمز التعليقات. والأمر مشابه في مفهوم إلى دي أكسجين وJavadoc.

## قراءات أخرى
- Alexandrescu، Andrei (4 يناير 2010). The D Programming Language (ط. 1). Addison-Wesley Professional. ISBN:978-0321635365.
- Alexandrescu، Andrei (15 يونيو 2009). "The Case for D". Dr. Dobb's Journal. مؤرشف من الأصل في 2009-06-19.

## وصلات خارجية
- الموقع الرسمي
 Digital Mars
- D على مشروع الدليل المفتوح
- DSource, an open source community for the D Programming Language
- Wiki4D
- Computerworld Interview with Walter Bright on D Programming Language
- "New D language pumps up programmer productivity" by Nikolai Sivertsen (in a Linux programming environment)